# 아카보스
아카보스(영어: acarbose) (INN)은 제2형 당뇨병 및 일부 국가에서는 당뇨병전증을 치료하는 데 사용되는 항당뇨병제이다. 아카보스는 유럽과 중국에서는 글루코베이(Glucobay) (바이엘 AG), 미국에서는 프레코스(Precose) (바이엘 제약), 캐나다에서는 프랜데이스(Prandase) (바이엘 AG)라는 이름으로 판매된다.

## 같이 보기
- 탄수화물
- 사당류